# Adam Kopczyński
Adam Kopczyński (* 2. August 1948 in Krakau; † 8. Februar 2021 in Zgierz) war ein polnischer Eishockeyspieler.

## Biografie
Adam Kopczyński begann seine Karriere 1966 beim KS Cracovia. 1970 folgte der Wechsel zum ŁKS Łódź, für den er zehn Jahre lang aktiv war. Insgesamt bestritt er in der höchsten polnischen Spielklasse für die beiden Klubs 413 Spiele und erzielte dabei 131 Tore. Außerdem war er für den belgischen Erstligisten Olympia Heist op den Berg aktiv.
Mit der polnischen Nationalmannschaft nahm er an fünf Weltmeisterschaften sowie an den Olympischen Winterspielen 1972 in Sapporo teil. Insgesamt absolvierte er 107 Länderspiele und erzielte dabei sechs Tore.